# Абатство Везле
Абатство Везле (фр. Abbaye Sainte-Marie-Madeleine de Vézelay або Basilique Sainte-Marie-Madeleine de Vézelay) — бенедиктинський та клюнійський монастир у бургундському Везле в департаменті Йонна у Франції.
Бенедиктинський монастир — церква Марії Магдалини із її складним ансамблем скульптурних капітель та воріт — один із найвидатніших витворів бургундського Романського мистецтва та архітектури, хоча більшість із зразків екстер'єру були спотворені під час французької революції. Церкву та пагорб біля Везле включено до реєстру Світової спадщини ЮНЕСКО у 1979 році.

## Історія
Бенедиктинський монастир у Везле заснували так само, як і всі інші монастирі. Його розмістили на ділянці землі, яка до цього займалася пізньою Римською віллою у Верчелліс (лат.), або згодом це саме — Везле(фр.). Маєток успадкували Каролінги, а через деякий час він був переданий у графство Жерара II. Два монастирі, які граф там заснував, були пограбовані та зруйновані через набіги маврів у 8 столітті. Монастир же на верхівці гори спалили норманські завойовники. В дев'ятому столітті абатство перезаснували під проводом Баділли, який залучився до реформування бенедиктинського ордену Клюні. Через Везле також проходив один із найпопулярніших у Франції шляхів паломництва пілігримів до Сантьяґо-де-Компостела у Ґалісії, що у північно-західній частині Іспанії.
Приблизно в 1050 році монахи Везле почали розказувати про оволодіння реліквіями Марії Магдалини, принесених, згідно з їхніми словами, із Святої землі їх зодчим, самим святим Баділло, чи його посланцем. Трохи пізніше один монах із Везле повідомив, що він знайшов склеп біля Сен-Максімен, що у Прованс, із порожнім гравірованим саркофагом, який розказував про помазання у Віфанії, коли голова Ісуса була помирована Марією із Віфанії, якою у Середньовіччі мала б бути Марія Магдалина. Монахи Везле оголосили, що це є труна Марії Магдалини, із якої її мощі переправили до їхнього монастиря. Звільнені полонені згодом принесли свої ланцюги, як знак відданості своєму абатству. І це був тільки що обраний у 1037 році абат Жоффруа, який виплавив та перекував їх у залізну огорожу, оточуючи вівтар Магдалини. Таким чином, зведення одного із найкращих зразків романської архітектури згодом, стало можливим дякуючи паломництву до означених реліквій, а також значними прикладами демонстрації ефективності молитов. Марія Магдалина є прототипом розкаяння, а Везле має важливе місце паломництва католицької віри, хоча самі по собі мощі були спалені Гугенотами у шістнадцятому столітті.

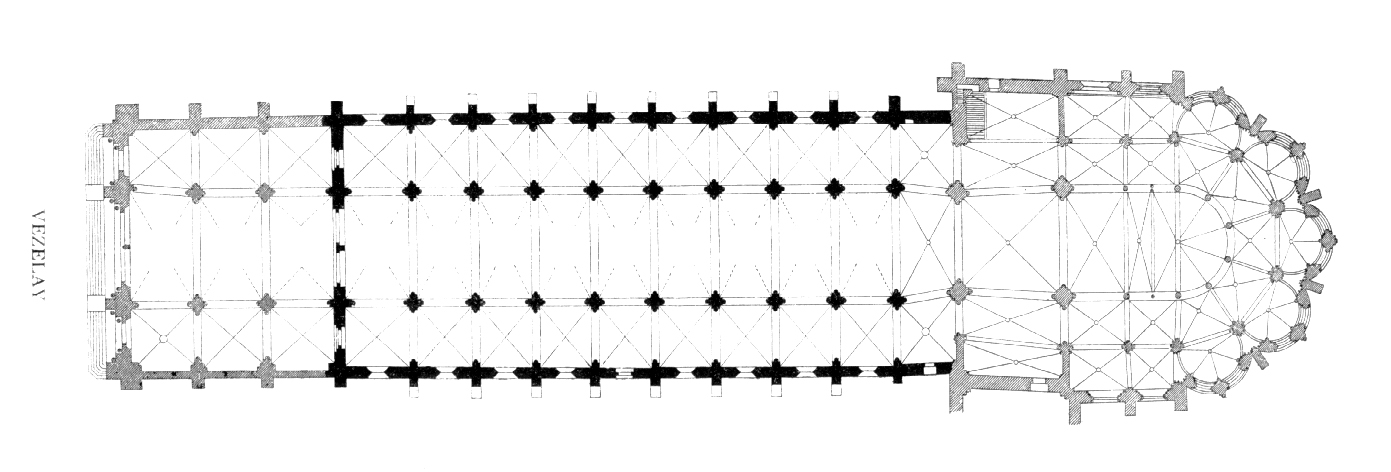
План поверху Везле, який показує коригування зводу між помостом хору та новою навою.

Для пристосування напливу віруючих до нового монастиря, вирішили побудувати церкву, розпочату 21 квітня 1104 року. Вартість будівництва підвищила податковий тягар на території абатства настільки, що селяни повстали і вбили абата. Далі, наплив прихожан був настільки великий, що довелося прибудувати паперть, відкриту Папою Іннокентієм II в 1132 році, що допомогло прилаштувати натовп паломників.
Бернард Клервоський проповідував там на користь другого хрестового походу на Пасху 1146 року, перед королем Людовиком VII, Річардом I Левовим Серцем та Філіпом II Августом, яких там і зустрів. Він провів там три місяці, живучи у абатстві в 1190 році перед відправкою у Третій хрестовий похід. Томас Бекет, будучи у вигнанні, вибрав Везле для Відсандійської проповіді в 1166 році, в якій оголосивши відлучення від церкви основних прихильників свого англійського короля, Генріха II Плантагенета та погрожуючи відлученням також і самому королю. Нава, яка вже горіла один раз, спалахнула вдруге в 1165 році, після чого була перебудовані в її теперішній формі.

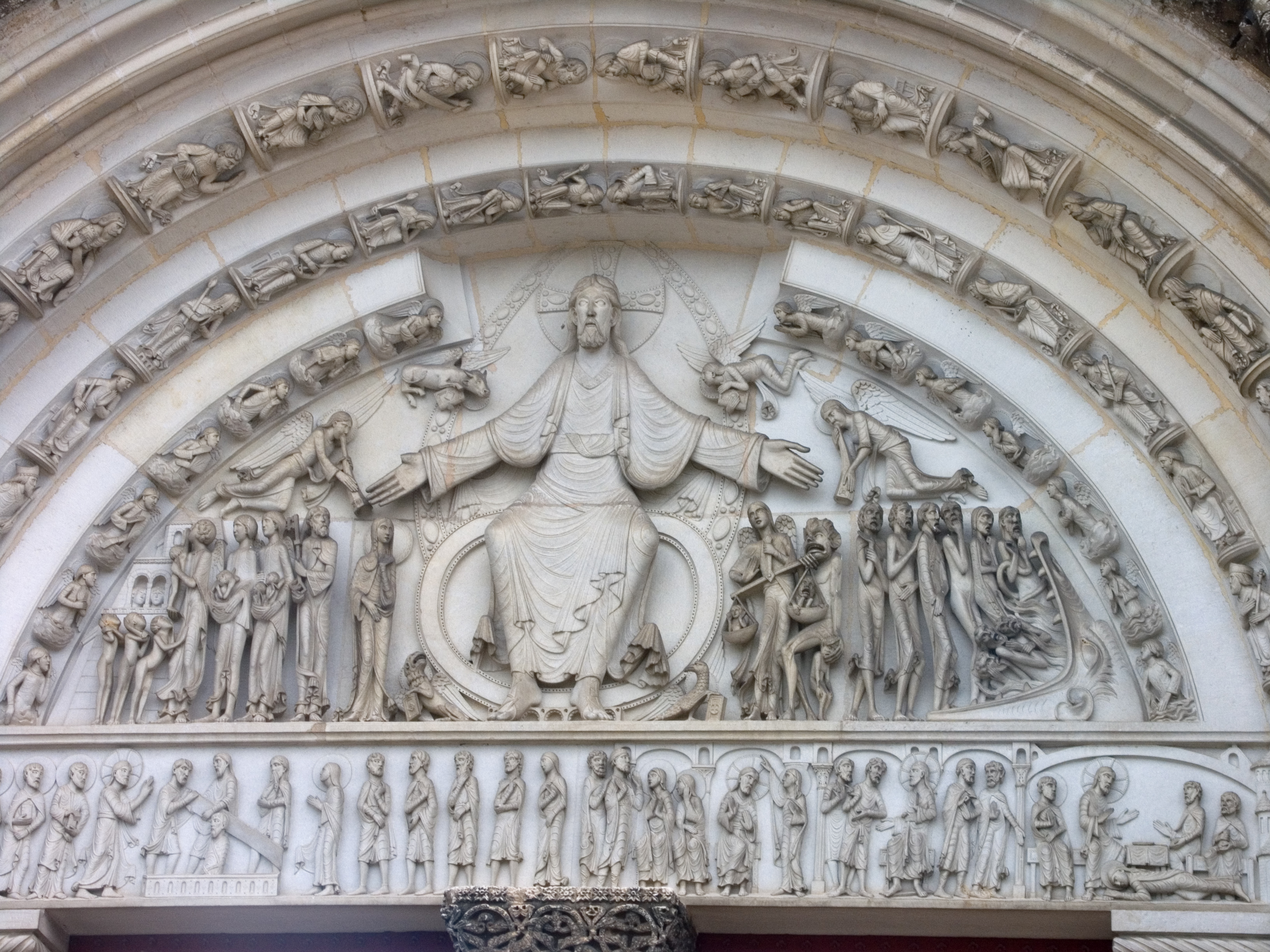
Тимпан центральних воріт фасаду базиліки.

Везеле було заможним. Його суперечлива монаша громада була готовою боронити свої свободи та привілеї від усіх прибульців: єпископа Отенського, який зробив заявку на відвід мита; графів Неверських, які претендували на юрисдикцію у своїх судах на права та гостинність Везле; монах Клуні, який реформував власні володіння і претендував на управління абатством у межах його структурних повноважень; міщани Везле, які вимагали частки у громадському самоврядуванні.
Початок занепаду Везле збігся з  обнародуваним відкриттям в 1279 році тіла Марії Магдалини в Сен-Максімен, що у Прованс, даючи королівське покровительство Карла II Анжуйского. Коли Карл звів домініканський монастир в Ла-Сент-Бом, рака чудодійно відшукалася неушкодженою, навіть із пояснювальним написом що роз'яснював, чому релікт був схований. Місцеві домініканські монахи швидко зібрали перелік чудес, які цей святий набуток встиг сотворити. Ця знахідка серйозно підірвала позиції Везле щодо основної святині Магдалини в Європі.
Після революції Везле стояв перед фактом розпаду. В 1834 році тільки-що уповноважений французький інспектор історичних пам'яток, Проспер Меріме (більше відомий як автор новели «Кармен»), попередив, що «все може обвалитися». Тоді, згідно з його рекомендацією, молодого архітектора Ежена Еммануеля Віолле-де-Дюка призначили наглядачем за всеосяжними та послідовними реставраційними роботами, які виконувалися у декілька стадій між 1840 та 1861 роками. Протягом цього часу, його команда замінила велику кількість зіпсованих та зруйнованих скульптур. Висяча підпора, яка утримує наву — його робота
Починаючи із 1920 року церкві Везле було присвоєно титул базиліки.

## Трактуваннятимпана

### Одвірок
Одвірок брами Везле змальовує святотатських людей цього світу. Це зображення першої П'ятидесятницької місії, що мала на меті розповсюдження слова Божого всьому людству. Фігурки на тимпані, які не пройнялися божественним словом, змальовані як напівлюди. Деякі із них показані із свинячим рилом, інші — спотворені, а також — як карлики. Один пігмей зображений сідлаючи коня із допомогою драбини. В дальному правому куті є чоловік із вухами слона, тоді як у центрі — людина покрита пір'ям. Архітектори та ремісники показуються, як невіруючі фізіологічно гротескними рисами для того, щоб візуально відтворити образ безбожного смертного невігластва. Це — прямий відбиток західного сприйняття іноземців, таких як маври, на яких в особливості були націлені Хрестові походи. Навіть Папа Урбан II у його заклику до походів хрестоносців допомагав утвердженню цього етноцентричного сприйняття турків, закликаючи західну цивілізацію до винищення підлої раси. Більшість європейської раси поняття не мала, як турки та мусульмани виглядали, і вони припускали, що відсутність християнства повинна була би збігатися із потворними фізичними вадами. Також твердилося, що невіруючі повинні були б бути вирізані у формі спотворених монстрів, та повністю відсутніми людськими рисами. Шляхом «дегуманізації», тобто втрати людської подоби своїх ворогів у мистецтві, місією хрестоносців була окупація Святої землі та конвертування або вбивство мусульман було освячено та звеличувано. Тому, одвірок Везле це — політичне та релігійне твердження.

### Центральні ворота
Центральна частина тимпана Везле продовжує докладати до політизації регіону. Частина тимпана демонструє «доброзичливого Христа», що доносить своє послання до Апостолів, які оточують його по обидва боки. Христос — дуже видатна постать в романістичному стилі архітектури. Він відверто контрастує із «злим Христом» на тимпані Сен-П'єр-д'Муасса. Останній є погрозливою фігурою, що посідає судійський трон. Це — ще один приклад типового романістичного спасителя. Його лице не видає турботи чи емоцій. Спаситель Везле, в іншому частковому випадку, відтворений із широко розгорнутими руками. Він доносить слово, що не вимагає покарання. Тимпан Везле такий надзвичайний, тому що виразно своєрідний. Христос Везле посилає хрестоносців, але не осуджує їх. І справді, всі їх гріхи будуть прощені, якщо вони долучаться до спільної справи. Грізний спаситель, розміщений у Везле на судійському троні був би недоречний. Тому, традиційний романістичний спасителя із сердитим поглядом був підмінений на доброзичливого із жестом широко розведених рук.

## Галерея

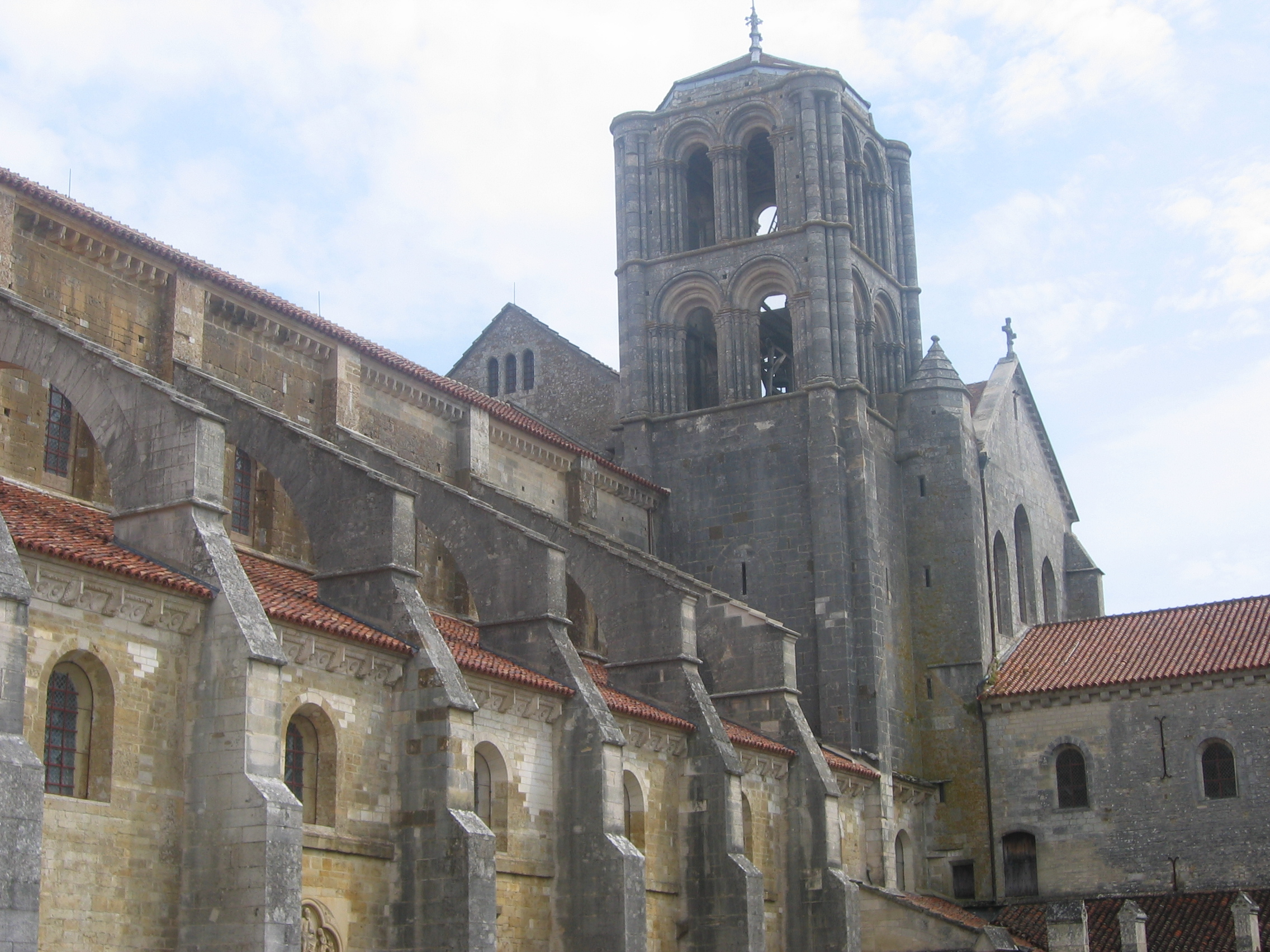
Башта
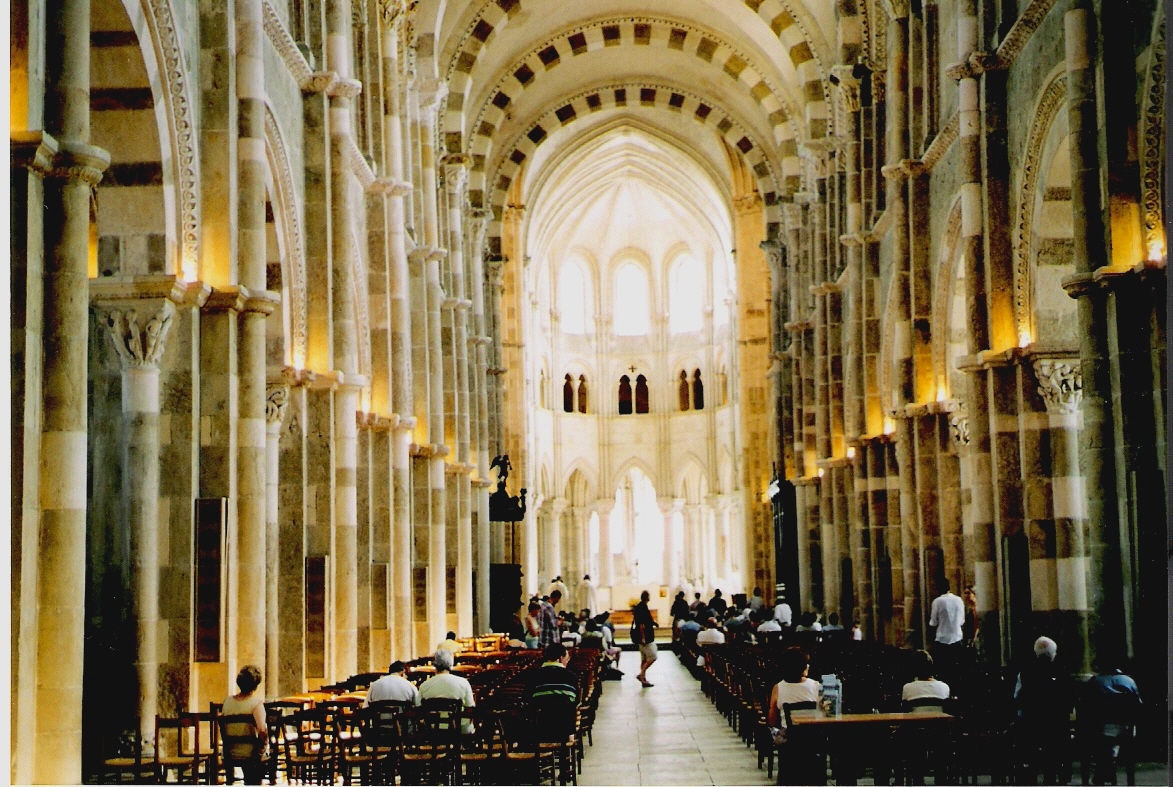
Інтер'єр нефа
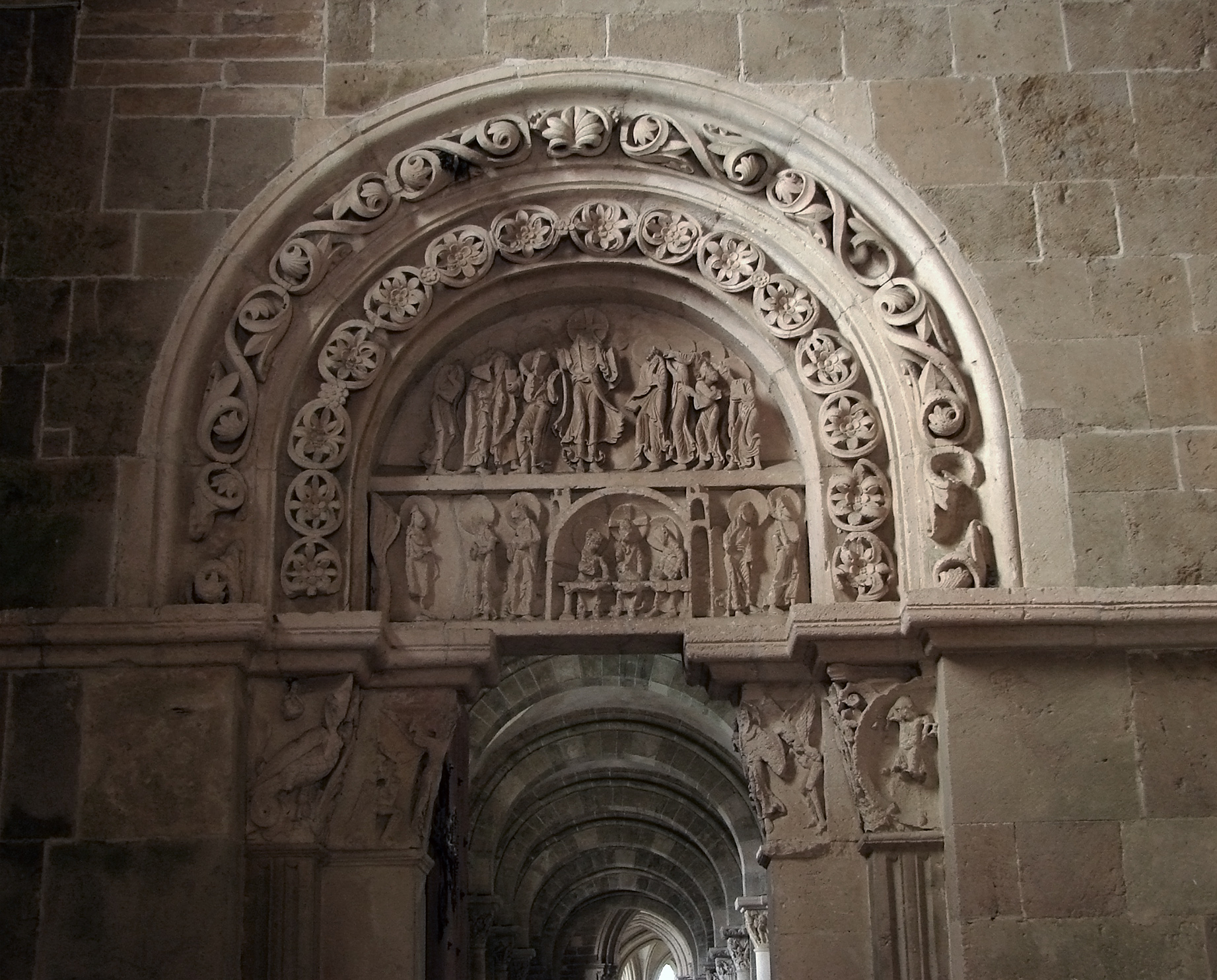
Скульптурне убранство
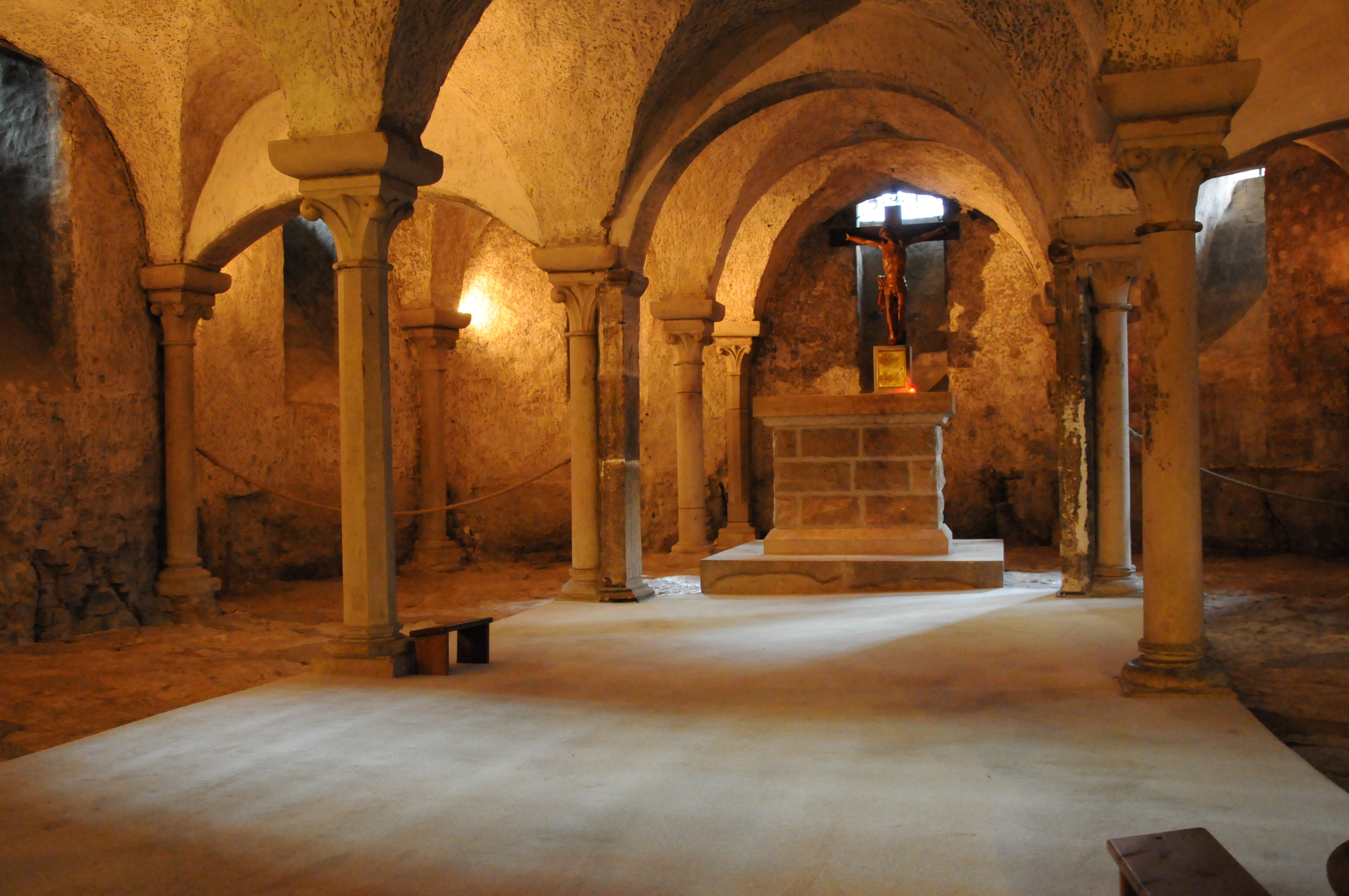
Крипта
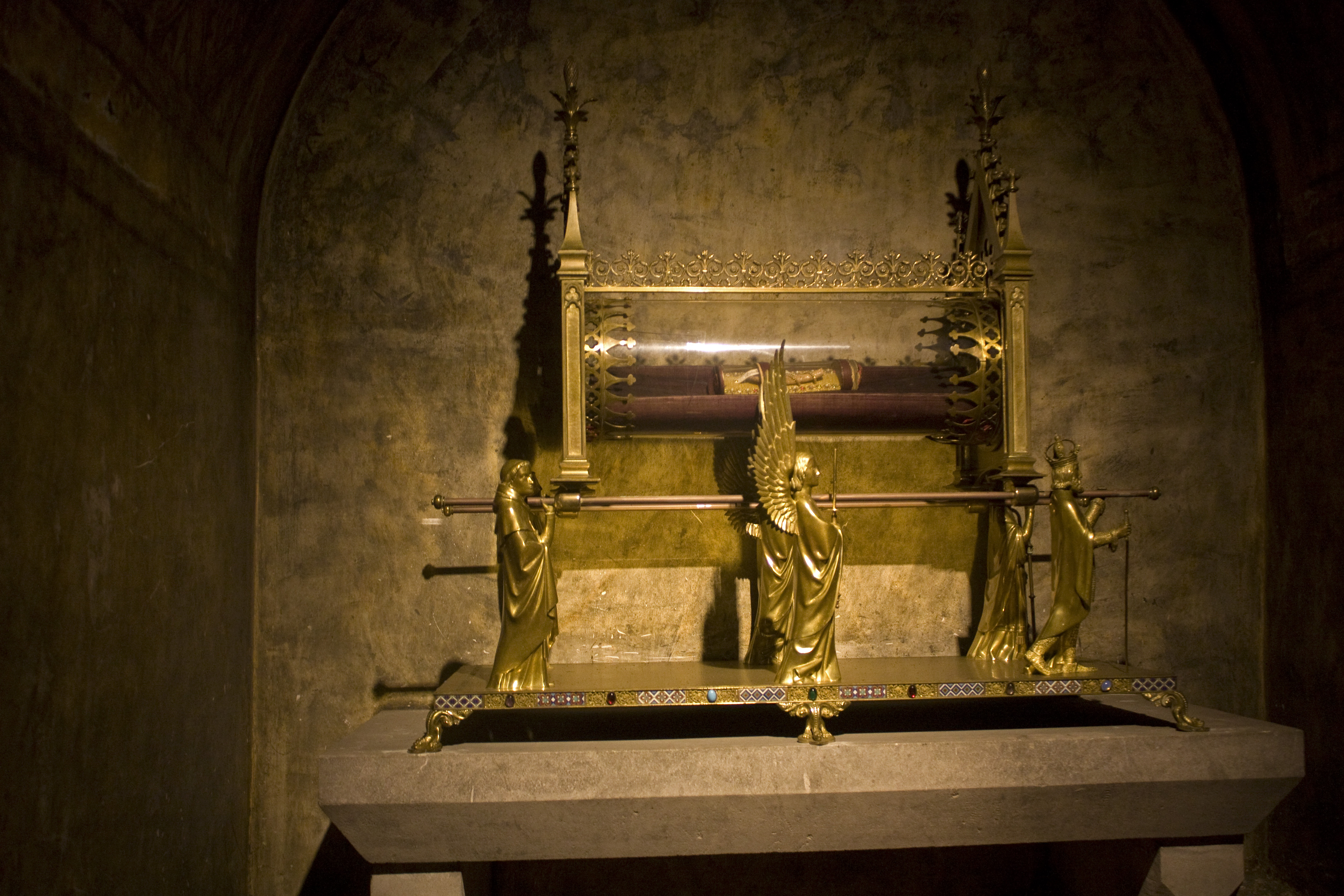
Золотий релікварій